# Хэмблтон-Джонс, Ники
Ники Хэмблтон-Джонс (англ. Nicky Hambleton-Jones, 24 февраля 1971, Претория, ЮАР) — телеведущая, известная прежде всего тем, что вела шоу «На 10 лет моложе» на Channel 4. Она также является предпринимателем, стилистом и экспертом по вопросам старения.

## Биография
Она родилась в Южной Африке и получила диплом по диетологии с отличием, прежде чем начала свою частную практику в Кейптауне. Затем она закончила аспирантуру бизнес-школы Wits, а в 1996 году переехала в Лондон, где работала консультантом по маркетингу. После увольнения в 2001 году она основала личную консультационную фирму стилистов NHJ Style. В 2003 году Ники начала показ «На 10 лет моложе» на 4 канале. В это время Ники работала послом бренда для ряда розничных брендов. В 2008 году она основала Академию стилей NHJ, обеспечивающую обучение и развитие начинающих стилистов и розничных продавцов с личными отделами покупок. Хэмблтон-Джонс живет в Лондоне со своим мужем Робертом и двумя детьми.

## Телевизионная карьера
В 2003 году с ней связался Channel 4, который просмотрел ее веб-сайт и был заинтересован в том, чтобы протестировать ее на экране для нового шоу о макияже под названием «На 10 лет моложе». Позже ее взяли на работу и предоставили программу на 5 лет.

## Бибилиография
Хэмблтон-Джонс опубликовала четыре книги. Она также регулярно занимается стилистикой фотосессий для журналов и имеет различные рекламные предложения.
- Top to Toe: The Ultimate Guide to Becoming Who You Want to Be
- «10 Years Younger» in 10 Days
- «10 Years Younger» Nutrition Bible
- How To Look Gorgeous